# Langeneß

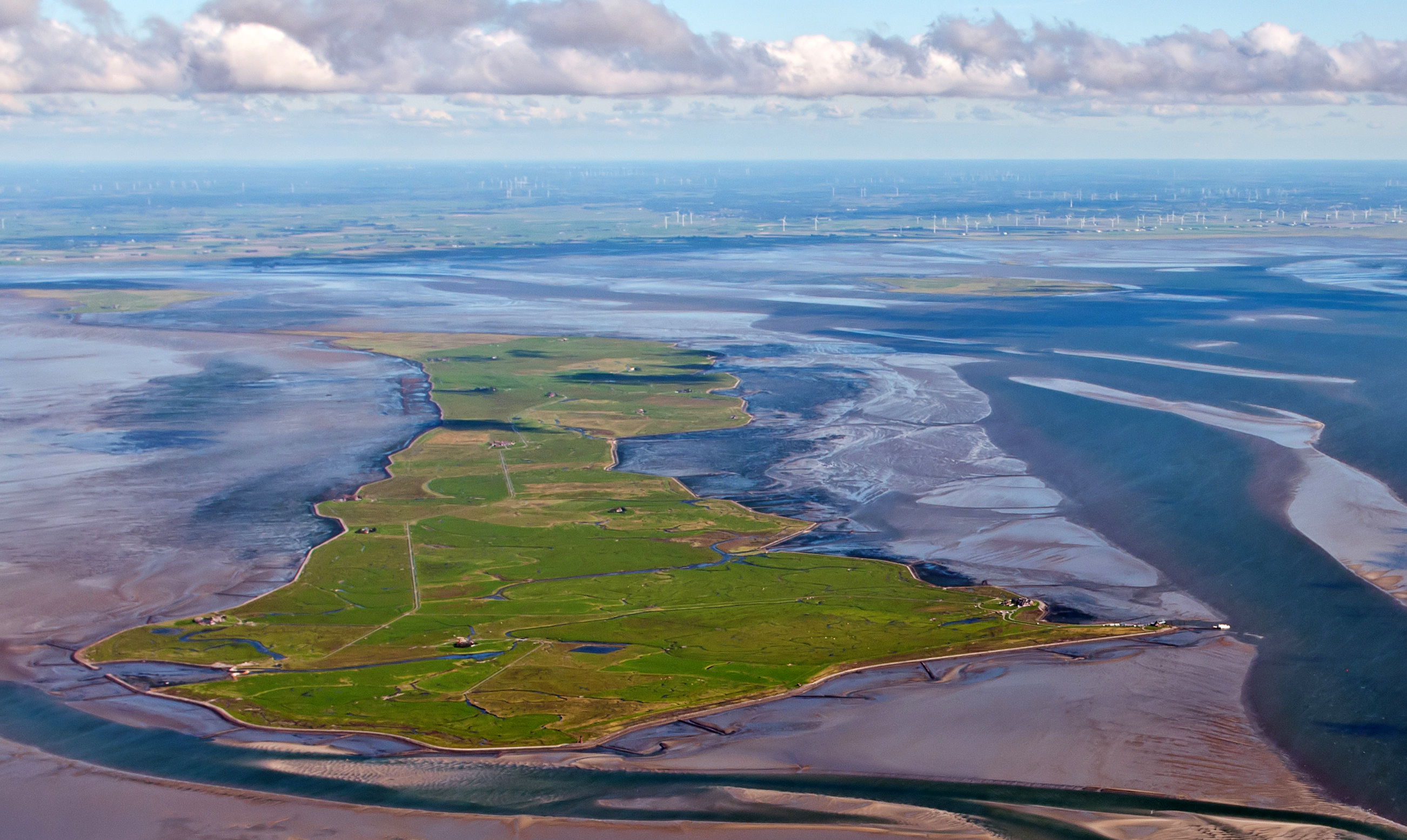
Langeneß

Langeneß (frisó septentrional Nees, danès Langenæs) és una de les illes Halligen (Illes Frisones) que forma un municipi del districte de Nordfriesland, dins l'Amt Pellworm, a l'estat alemany de Slesvig-Holstein. Comprèn també l'illa d'Oland, a través de la qual és comunicada per ferrocarril fins a Dagebüll. També té una escola primària. El 31 de desembre del 2023 tenia 125 habitants.

## Galeria d'imatges

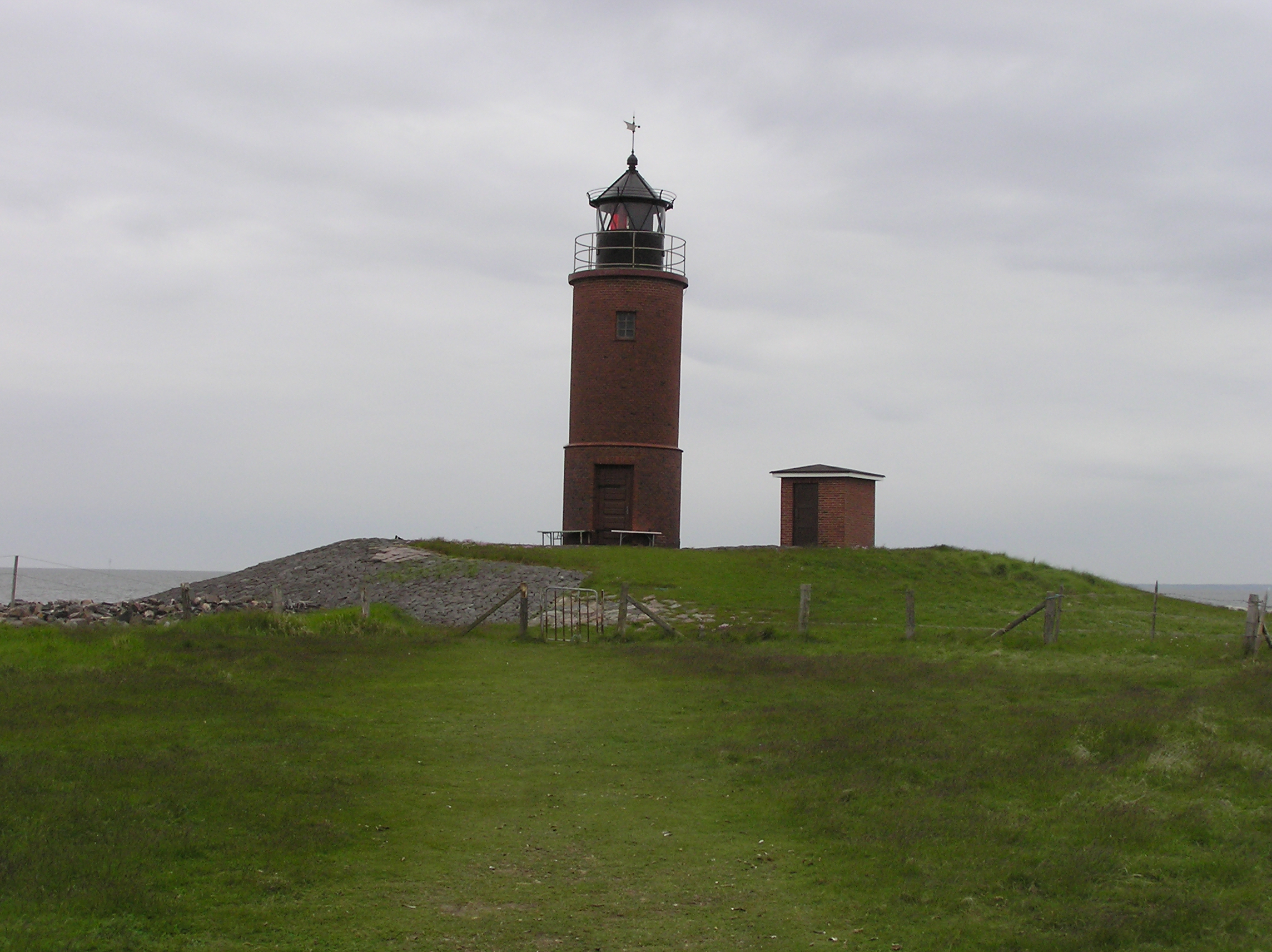
Far